# Luci della ribalta
Luci della ribalta (Limelight) è un film del 1952 scritto, diretto, ideato, prodotto   e interpretato da Charlie Chaplin, che ne compose e arrangiò anche la colonna sonora. 
La giovane Claire Bloom è la coprotagonista (le scene di danza sono state realizzate dalla ballerina Melissa Hayden). 
Nel film è presente con un cameo anche Buster Keaton.

## Trama
(Calvero)

Calvero (Chaplin) in una scena del film

Londra, 1914. Calvero, un tempo famoso e acclamato clown ma ormai alcolista cronico, salva la giovane ballerina Terry da un tentativo di suicidio. La porta a casa sua e cerca di reinfonderle fiducia nella vita: la ragazza è rimasta orfana da bambina e sua sorella è stata spinta a prostituirsi, ma grazie agli incoraggiamenti che riceve da Calvero, di fatto trasformatosi nel suo mèntore, Terry riprende coscienza delle sue possibilità e riacquisisce autostima, il che le permette di ritornare con successo al suo lavoro di ballerina.
Lo stesso Calvero ritrova sicurezza dei propri mezzi e tenta un rientro sulle scene, sebbene con scarso successo; in aggiunta a ciò, Terry, nonostante la grande differenza di età tra i due, se ne innamora e vuole sposarlo, ma Calvero sa di essere troppo vecchio per lei e non vuole legarla a sé; egli cerca quindi di convincerla che il giovane pianista Neville, pieno di attenzioni nei suoi riguardi, è l'uomo giusto per lei. Dopodiché, per evitare di intromettersi tra i due giovani, Calvero lascia la propria abitazione per prodursi come artista da strada.
Tornata al successo pieno, Terry ha finalmente uno spettacolo proprio, così cerca Calvero per esprimergli riconoscenza offrendogli un'apparizione durante una serata di beneficenza organizzata dal suo impresario. Calvero accetta, e si presenta sul palco con la sua vecchia spalla. I due si producono in una prestazione eccezionale che entusiasma il pubblico: alla fine della gag Calvero cade, piombando sull'orchestra. Il pubblico lo ritiene una finzione e applaude calorosamente ma si tratta di un vero malore, che risulterà fatale all'artista. Portato dietro le quinte, Calvero muore, assistendo a un numero di ballo della ragazza, sulle note del celeberrimo Eternamente.

## Produzione

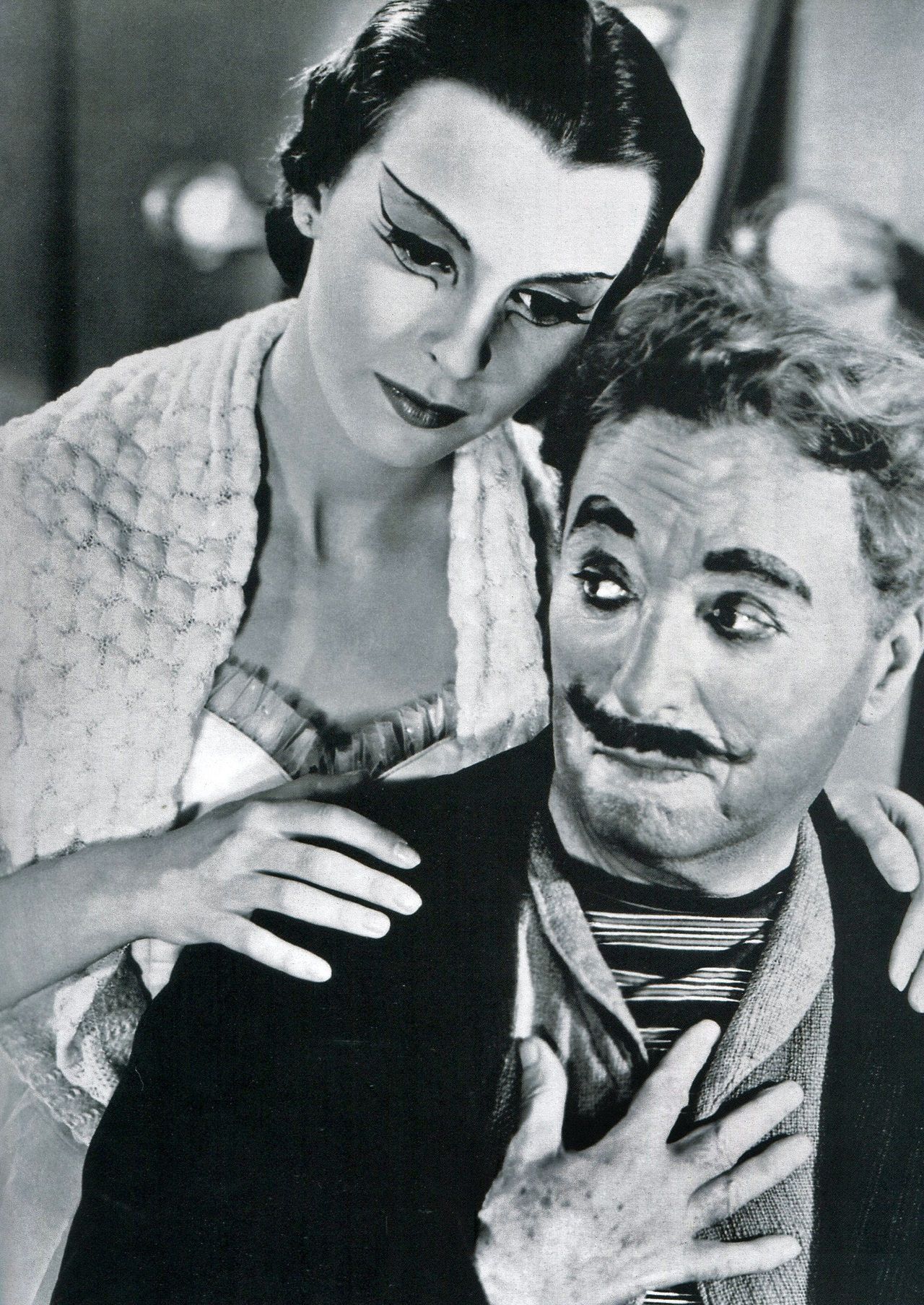
Charlie Chaplin e Claire Bloom in Luci della ribalta

Anche se il film è ambientato a Londra, venne interamente girato a Hollywood, principalmente nei Chaplin Studios. La strada dove abita Calvero fu creata ai Paramount Studios, le scene degli spettacoli di music hall furono girate presso gli RKO-Pathé studios, e alcune scene in esterni ricorrono a fondali di Londra proiettati. Le riprese durarono in totale 55 giorni. Chaplin inserì nella pellicola alcuni membri della sua famiglia, inclusi cinque dei suoi figli e il fratellastro Wheeler Dryden. Per il ruolo di Terry, Chaplin scelse l'attrice teatrale Claire Bloom, al suo primo ruolo importante. Chaplin disse ai suoi figli maggiori che si aspettava che Luci della ribalta fosse il suo ultimo film. A detta di tutti, era molto felice ed energico durante la produzione, un fatto spesso attribuito alla gioia di ricreare la sua carriera iniziale nel music hall. I biografi di Chaplin hanno ipotizzato che il suo personaggio nel film fosse basato su suo padre, Charles Chaplin Sr., che aveva anche lui perso il suo pubblico ed era diventato un alcolizzato, cosa che lo portò alla morte nel 1901. Nella sua autobiografia del 1974, My Life in Pictures, tuttavia, Chaplin insiste sul fatto che Calvero è basato sulla vita dell'attore teatrale Frank Tinney. Luci della ribalta fu realizzato in un periodo in cui anche Chaplin stava iniziando a perdere il suo pubblico; in molti sensi, il film era altamente autobiografico.

### Problemi col maccartismo
Luci della ribalta è l'ultimo film di Chaplin girato negli Stati Uniti; infatti, lo stesso anno partì per l'Europa e, a causa dei problemi col maccartismo, non tornò più negli USA fino al 1972, quando per questo stesso film ricevette il premio Oscar per la miglior colonna sonora. Fu il primo caso di premiazione retroattiva, sebbene il film fosse rimasto pressoché inedito negli Stati Uniti fino a quell'anno.
Il film verrà riproposto nelle sale italiane proprio in quell'anno e trasmesso in televisione dalla RAI in prima visione assoluta il 26 dicembre 1977, casualmente il giorno dopo la morte di Chaplin.

### Collaborazione Chaplin-Keaton
La coppia Charlie Chaplin e Buster Keaton nella scena finale del numero musicale è di importanza storica, cinematograficamente, per essere stata l'unica volta nella quale i due artisti recitarono insieme in un film. Chaplin, inizialmente, non aveva scritto la parte per Keaton, perché il ruolo era troppo piccolo. Fu solo quando venne a conoscenza del fatto che Keaton si trovava in ristrettezze economiche a causa di un divorzio, che lo contattò per scritturarlo. Prima di Luci della ribalta, Keaton aveva perso gran parte della sua fortuna, e lavorava molto di rado a causa dei suoi problemi di alcolismo.

## Sceneggiatura
Dai primi manoscritti della sceneggiatura di Chaplin si apprende che in principio il film era nato come un romanzo, intitolato Footlights, riguardante appunto la storia di una giovane ballerina e di un clown. Il manoscritto contiene anche dei capitoli interi dedicati alle biografie dei due personaggi principali.

## Distribuzione e accoglienza
Il film debuttò nelle sale il 23 ottobre 1952 all'Astor Theatre e al Trans-Lux 60th Street Theatre di New York e rimase in cartellone per tre mesi registrando buoni incassi.

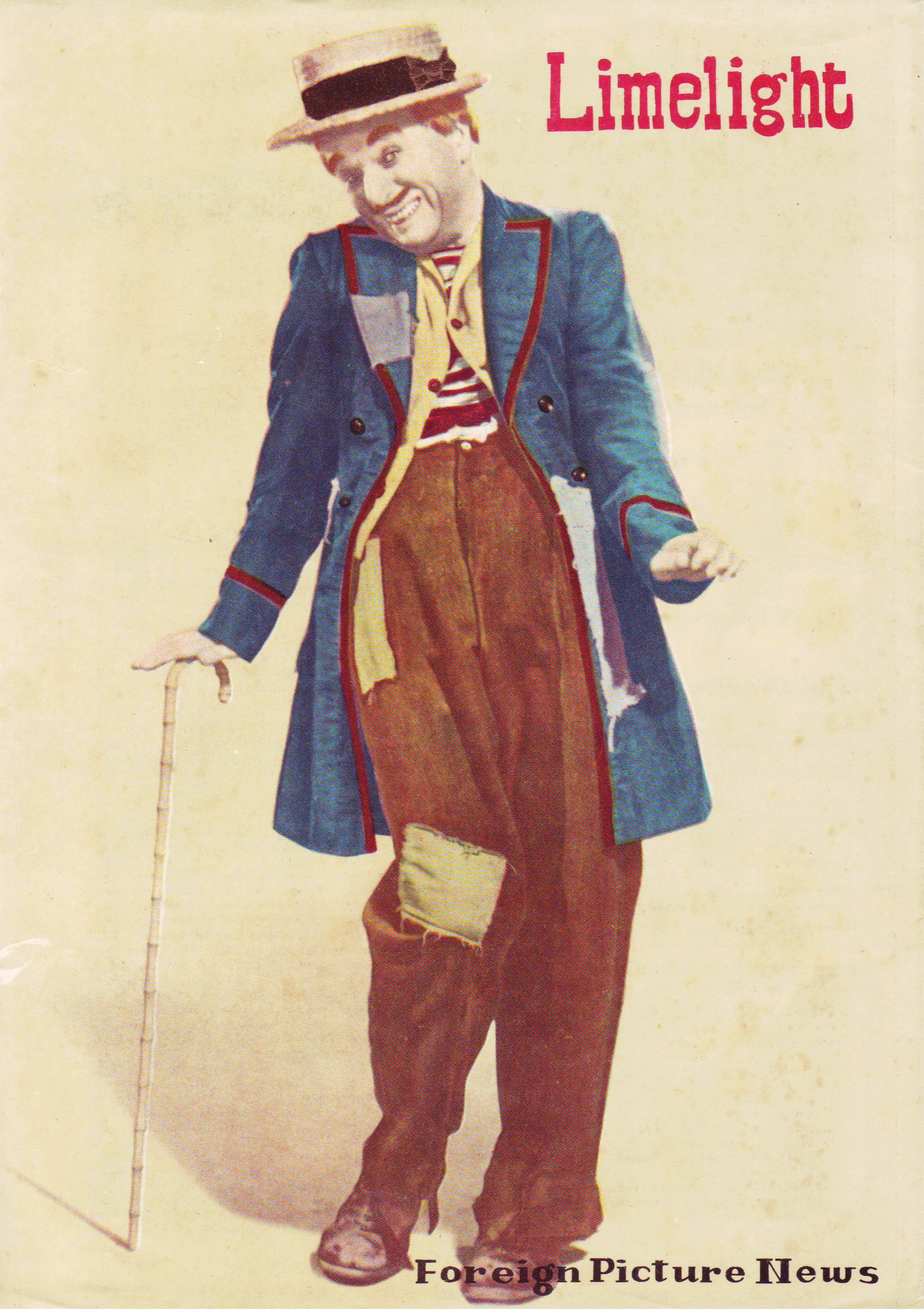
Manifesto pubblicitario giapponese per il film

Le recensioni contemporanee trovarono molto da ammirare nel film, ma generalmente lo criticarono perché eccessivamente lungo e prolisso. Bosley Crowther del The New York Times lo definì "un brillante intreccio di fili comici e tragici, eloquente, lacrimoso e seducente con supremo virtuosismo", sebbene sottolineasse: "Una debolezza tangibile del film è la discussione loquace sulle debolezze e sui paradossi umani che il signor Chaplin si concede." Gene Arneel della rivista Variety scrisse: "Essendo il personaggio centrale dello schermo, Chaplin è, a volte, magnifico. Si è allontanato dai calzoni larghi ma riesce comunque a far sorridere con alcune pantomime. Tuttavia, il ruolo che si è assegnato richiede troppe chiacchiere, e alcune di queste diventano noiose." Harrison's Reports definì il film "un eccellente dramma umano;... Chaplin svolge un lavoro eccezionale in ogni reparto, dimostrando così il suo genio. L'unica critica che si può muovere è la sua eccessiva lunghezza; in alcune scene Chaplin si abbandona a troppe chiacchiere, predicazioni e moralismi in quello che sembra un tentativo di superare la sua filosofia personale sulla vita in generale." Richard L. Coe del The Washington Post scrisse: "Il gentile film del signor Chaplin, troppo lungo e poco disciplinato, per quanto possa essere, ribadisce la lezione senza tempo della compagnia umana che è il tema di filosofi e predicatori. Nonostante tutti i suoi difetti, Luci della ribalta è un film creativo e distinto." John McCarten del The New Yorker scrisse: "Purtroppo, il signor Chaplin non è veloce come Shakespeare nel far capire il punto. Ci sono, tuttavia, lampi gratificanti di quel tipo di commedia e pathos che hanno distinto il lavoro di Chaplin in passato, e il suo ritratto di un eminente artista caduto in disgrazia del pubblico trasmette una triste convinzione." The Monthly Film Bulletin scrisse che il film "non è perfetto; è forse dieci minuti troppo lungo; e ci sono momenti che sconfinano nel sentimentalismo. I punti deboli sono lievi e insignificanti. Le qualità di Luci della ribalta, l'affetto, l'umorismo, la tristezza quasi opprimente nel ritratto di Calvero, sono infallibilmente quelli del più grande umanista dello schermo."
Il film si attirò alcune proteste, in particolare da parte della American Legion. Basandosi sulle loro proteste, Charles Skouras, presidente del National Theatres e della sua sussidiaria Fox West Coast Theatres bloccò l'uscita del film a Los Angeles.
Mentre si trovava in Bretagna per promuovere il film, Chaplin apprese che gli era stato negato il visto per rientrare negli Stati Uniti a causa delle sue accuse di presunte simpatie comuniste e molti cinema americani si rifiutarono di proiettare Luci della ribalta. Al di fuori dei cinema di diverse città della costa orientale, il film non fu visto dal pubblico americano. Fu solo nel 1972 che il film ebbe finalmente un'ampia distribuzione negli Stati Uniti.
Il film ebbe molto successo in Giappone, in Europa e nel resto del mondo. Tuttavia, gli incassi negli Stati Uniti d'America furono deludenti. Jeffrey Vance, biografo di Chaplin, osservò che la reputazione del film è cresciuta lentamente nel corso dei decenni. Vance sostiene che Luci della ribalta è l'ultimo grande film di Chaplin e rappresenta un consapevole riassunto della sua vita e della sua carriera. Un viaggio a ritroso ai suoi esordi e un'autocritica spesso tagliente. Il film più profondamente personale e introspettivo di Chaplin.
Attualmente sull'aggregatore di recensioni Rotten Tomatoes Luci della ribalta ha un indice di gradimento del 90% basato su 40 recensioni.

### Edizione italiana
La versione italiana del film è stata curata da Roberto De Leonardis per la DEAR Film; il doppiaggio venne eseguito negli stabilimenti Fono Roma con la partecipazione della C.D.C. sotto la direzione di Mario Almirante.

## Colonna sonora
Il tema strumentale del film, composto da Chaplin ed intitolato The Terry Theme, fu arrangiato, per un'orchestra di 40 elementi con un'ampia sezione d'archi, da Leon Young per Frank Chacksfield e fu pubblicato su etichetta Decca Records nel 1953. Il vinile fruttò a Chacksfield un disco d'oro negli Stati Uniti e nel Regno Unito, dove raggiunse la seconda posizione nella UK Singles Chart, e vinse il premio di NME come "disco dell'anno". Trascorse otto settimane in classifica in seconda posizione, e tredici settimane in tutto nella top five britannica. 
Con l'aggiunta di un testo da parte dei parolieri Geoff Parsons e John Turner, il tema divenne una popolare canzone con il titolo Eternally.
Nel 1973, oltre 20 anni dopo l'uscita del film, Chaplin e i suoi collaboratori musicali Raymond Rasch e Larry Russell ricevettero un premio Oscar per la migliore colonna sonora originale.

## Riconoscimenti
- 1973 - Premio Oscar

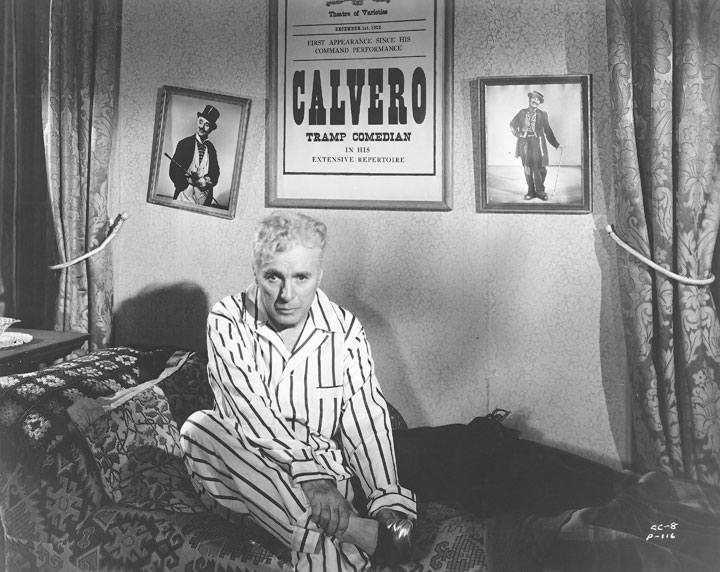
Locandina pubblicitaria del film

  - Miglior colonna sonora a Charlie Chaplin (Premio retroattivo)
- 1953 - Premio BAFTA
  - Miglior promessa femminile a Claire Bloom
  - Nomination Miglior film (Stati Uniti)
- 1953 - Nastro d'argento
  - Miglior film straniero a Charlie Chaplin
- 1952 - New York Film Critics Circle Award
  - Nomination Miglior attore protagonista a Charles Chaplin
- 1952 - National Board of Review Award
  - Migliori dieci film